# Peter Csar

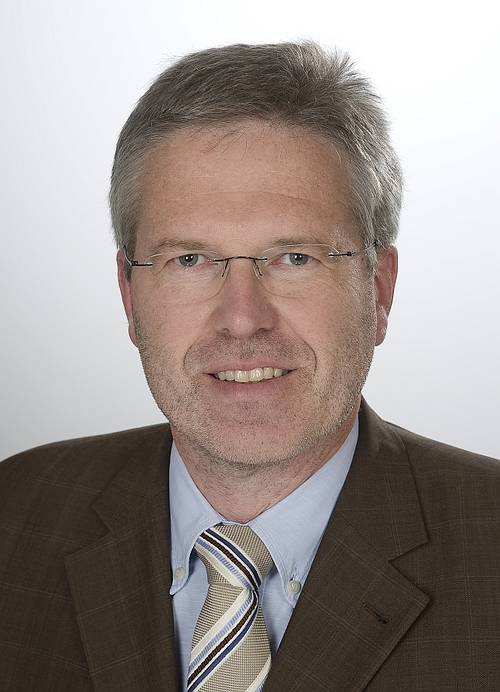
Peter Csar (2009)

Peter Csar (* 17. März 1961 in Wels) ist ein österreichischer Politiker (ÖVP) und oberster Personalvertreter des öffentlichen Dienstes in seinem Heimatbundesland. Seit Mai 2006 ist Csar Obmann der Personalvertretung der oberösterreichischen Landesregierung sowie Landesvorsitzender der Gewerkschaft öffentlicher Dienst Oberösterreich. Peter Csar ist seit 1986 Landesbediensteter und seit 1992 Personalvertreter.

## Politische Laufbahn
Politisch ist Csar in der ÖVP Oberösterreich engagiert. Csar war ab Oktober 2010 Mitglied des oberösterreichischen Landtages. In dieses Amt folgte er auf Maximilian Hiegelsberger, der als Agrar-Landesrat in die Landesregierung wechselte. Darüber hinaus ist Csar seit 2009 Gemeinderat in Wels. Von 2009 bis zu seinem Eintritt in den Landtag führte Csar die ÖVP-Gemeinderatsfraktion in Wels. Seit 2006 ist Csar darüber hinaus ÖAAB-Obmann Wels-Stadt sowie Landesobmann-Stellvertreter des Oberösterreichischen Arbeiter und Angestellten Bundes, der größten Teilorganisation der oberösterreichischen Volkspartei. 
Im Dezember 2023 erklärte er seinen Rückzug aus dem Landtag mit Jahresende. Der Landesparteivorstand nominierte Alexandra Platzer als dessen Nachfolgerin, am 25. Jänner 2024 wurde sie als Abgeordnete zum Oberösterreichischen Landtag angelobt.

## Ausbildung
Aufgewachsen ist Csar in Trattenbach, wo er auch die Volksschule besuchte. Im Anschluss absolvierte er von 1971 bis 1979 das Bundesrealgymnasium Wallererstraße in Wels, das er mit der Matura abschloss. Danach studierte Csar vier Jahre lang an der Universität Linz Rechtswissenschaften. Dieses Studium schloss er in Mindeststudienzeit 1983 mit dem Doktorat ab.

## Familie und Privates
Csar lebt in Wels, ist verheiratet und Vater zweier Töchter (1987 und 1993) und eines Sohnes (1983).

## Sonstige Tätigkeiten
Csar engagiert sich ehrenamtlich in seiner Heimatpfarre der Stadtpfarre Wels. Unter anderem war er von 2000 bis 2012 Mitglied des Pfarrgemeinderates, davon sechs Jahre als Vorstand. In dieser Zeit wurde der Umbau des Pfarrhofes in ein Pfarrzentrum mit Veranstaltungsräumen realisiert. 
Seit 2011 ist Csar im Wirtschaftsvorstand des Kolpinghauses Wels tätig.